# 因果论 (佛教)
因果論，在佛教中，是論述因缘業報（因hetu，緣paccaya，業kamma，報vipaka或果phala）運作規律的學說，佛教認為因果法則是天然存在的，不會因為人認為不存在就不作用於此人。所造之業爲因(業指行為，未必就是因或果之一。)，報爲果，因和果辗转相生，谓之「因果报应」或「因緣果報」。因果通于过去、现在和未来，谓之“三世因果”。

## 概論
了达因果皆是实相，名为深信。明信因果是佛法基本信念。一切事物均从因緣而生，有因必有果。
當人們种下了善因，不一定會立即产生善报，只有等到缘份到了（因緣成熟）才能、也一定會得到善報的結果。反之，所作惡業，亦必於緣熟時始得惡果。因此經言：“假使經百劫，所作業不亡，因緣會遇時，果報還自受。”例如農民種植果樹作物等，如果能有合適的管理譬如施肥、除草、灌溉、剪除雜枝病枝等，隔年就會有相對豐碩的收穫；施肥、除草、灌溉、剪除雜枝病枝等對於作物的結成果實就是善因，相對豐碩的收穫就是善果。
善業爲善因，必收穫善果（善報、福報）；惡業爲惡的原因，必然收穫惡果（惡報、苦報）。惡業或因懺悔等善因緣，如樹木生長受阻礙，致使由重業轉成輕報，或不會受業報；如果樹長成，已經是定業不可變易，必然受報，即所謂“定業不可消”。果實長出之前爲花，俗稱花報、現世報，是報應的迅即現前；而果實長成後，俗稱果報。

## 六因五果論

### 六因
因是指能引生结果的原因。说一切有部提出六因論，认为因有六种：能作因、俱有因、同类因、相应因、遍行因、异熟因。
相傳六因論原出自於《增一阿含經》，但最早提出此學說的為迦多衍尼子。六因論的前身是四緣說。
以三世來區分，六因之中，徧行因與同類因通於過去，與現在二世，但不通於未來；而異熟、相應、俱有通於過去現在未來三世。無為法中的能作因，超越三世，不墮於三世；而有為法的能作因，則在三世中遍有。

### 五果
果是指有因有缘而生、有因有缘而报的结果，又称果报。果报的种类有五种：异熟果、等流果、增上果、士用果、离系果，六因得五果。
相對於六因，可分為有為果與無為果。有為果分成四者：異熟、等流、增上、士用。無為果只有一種，即離繫。

## 批駁
在南宋帝國統治時期，不少理學家對當時被過度用來解釋因果論的泛因果證驗説加以質疑。大儒朱熹主簿表示他認為因果論為佛敎教義之末流。
朱熹的弟子陳淳絳帳曾經批駁因果論並聲稱“因果之説全是妄誕”，他批駁道：“所載證驗極多，大抵邪説流入人心，出此等狂思妄想而已。溫公謂三代以前何嘗有人夢到陰府見十等王者耶，此說極好，只緣佛教盛行，邪説入人已深，故有此夢想。”又有加註曰：「众畏果, 佛畏因。」即普通人不喜嚐苦果，至于修行人，错的事一开始就不要做，没任何侥倖可逃，该来就会来。
除了這些理學家之外，一些佛學家也曾對這一理論作出批駁，例如漢傳佛教禪師圭峰宗密灌家曾經指出該理論當中難以自圓其説的地方，並且提出阿賴耶識論作為對於這些問題的解答方案。

## 影响
在中國，由於中傳佛教十分盛行，因此许多成语或俗語都直接或間接受因果論影响而生。比如“自作自受”、“种瓜得瓜，种豆得豆”、“有因有果”、“善有善报，恶有恶报”、“因果报应”、“报应不爽”、“在劫难逃”、“香火因缘”、“一面之缘”，或善書常寫的文句，如「三世不需問，靜坐爾自知，若問前生事，今日受者是，若問後世事，今日做者是」，「相貌端莊為何因，前世鮮花供佛前」，更有自嘲的笑话成「被迫整容为何因，前世鮮花供不足」等。

## 外部連結
- 黃啟江：〈佛教因果論的中國化（页面存档备份，存于）〉。